# Вернер, Маркус
Маркус Вернер (нем. Markus Werner; 27 декабря 1944, Эшликон, Тургау — 3 июля 2016, Шаффхаузен) — немецкоязычный швейцарский писатель.

## Биография
В 1948 году его семья переехала в Тайнген (кантон Шаффхаузен).
Окончил Цюрихский университет, в котором изучал германистику, философию и психологию.
С 1975 года работал сначала старшим преподавателем, а затем заведующим учебной частью в гимназии в Шаффхаузене.
С 1990 года полностью сосредоточился на писательской деятельности.

## Произведения, переведённые на русский язык
- Над обрывом : роман. — М., Текст, 2006

## Награды
- Премия Йозефа Брейтбаха (2000)
- Премия Иоганна Петера Гебеля (2002)[5]